# Sul (muzyka)
Sul (wł. na) – termin w muzyce dotyczący chordofonów, zwłaszcza smyczkowych. Oznacza on zagranie pewnego fragmentu utworu muzycznego na jednej konkretnej strunie. Np. sul G nakazuje instrumentaliście używania tylko struny G, nawet jeśli pewne dźwięki można zagrać na wyższej strunie.